# Índex de saponificació

Exemple de reacció de saponificació d'una molècula de triglicèrid (esquerra) amb hidròxid de potassi (KOH) que produeix glicerol (morat) i sals d'àcids grassos (sabó).

L'índex de saponificació d'un greix representa el nombre de mil·ligrams de base (generalment, hidròxid de potassi (KOH) o hidròxid de sodi (NaOH)) necessaris per a saponificar-ne un gram. En termes generals, els greixos o olis amb un alt valor de saponificació (com l'oli de coco i de palma) són més adequats per a l'elaboració de sabó.
Per a fer sabó de barra s'utilitza sosa càustica (NaOH), ja que produeix sabons més ferms; per contra, la potassa càustica (KOH) produeix una pasta més suau, gel o sabons líquids. L'índex de saponificació per a KOH es pot convertir a valors de NaOH dividint els valors de KOH per la relació dels pesos moleculars de KOH i NaOH (1,403).

## Determinació
Per determinar el valor de saponificació, la mostra es tracta durant mitja hora a reflux amb un excés d'àlcali (generalment una solució etanòlica d'hidròxid de potassi).
La base es consumeix en proporció al nombre de cadenes lipídiques:
- Els triglicèrids consumeixen tres equivalents de base.
- Els diglicèrids consumeixen dos equivalents de KOH.
- Els monoglicèrids i els àcids grassos lliures, així com altres èsters com les lactones, consumeixen un equivalent de base[5] :98

Al final de la reacció, la quantitat de KOH es determina per valoració utilitzant una solució estàndard d'àcid clorhídric (HCl) i l'indicador de fenolftaleïna, que indica el consum de base forta (KOH) per part de l'àcid, no la base feble (carboxilats de potassi).

L'índex de saponificació (mg KOH/g de mostra) es calcula de la següent manera:

| {\displaystyle {\textrm {IS}}={\frac {({\textrm {B}}-{\textrm {S}})\times {\textrm {M}}\times 56.106}{{\textrm {W}}_{\textrm {oli/greix}}}}} | \| \| \| \| \| \| \| \| | (1) |
| |                         |     |
| |                         |     |
!Producte
! Mètode estàndard
|-
| Greixos i olis
| ISO 3657:2020
 ASTM D5558
|-
| Productes del petroli
| ASTM D94
|-
| Olis minerals
| DIN 51559
|}
on:
{\displaystyle {\textrm {B}}} és el volum total de solució de HCl utilitzat per a la prova en blanc, en ml;
{\displaystyle {\textrm {S}}} és el volum de solució de HCl utilitzat per a la mostra provada, en ml;
{\displaystyle {\textrm {M}}} és la molaritat de la solució de HCl, en mol/L;
561,0 és el pes molecular de KOH, en g/mol;
{\displaystyle {{\textrm {W}}_{\textrm {oil/fat}}}} és el pes de la mostra, en g.
Els mètodes estàndard per a la determinació de l'índex de saponificació dels greixos vegetals i animals són els següents:
Eq. 1
L'índex de saponificació també es pot calcular a partir de la composició d'àcids grassos determinada per cromatografia de gasos ( AOCS Cd 3a-94).
Vegeu l'article en anglès https://en.wikipedia.org/wiki/Saponification_value

## Insaponificables
Són els components d'una substància lipídica (oli, greix, cera) que no formen sabons quan es tracten amb àlcali i romanen insolubles en aigua però solubles en dissolvents orgànics. Per exemple, l'oli de soja conté, en pes, entre l'1,5 i el 2,5% de matèria insaponificable. Els insaponificables inclouen components no volàtils: alcans, esterols, triterpens, alcohols grassos, tocoferols i carotenoides així com els que resulten principalment de la saponificació d'èsters grassos (èsters d'esterols, èsters de cera, èsters de tocoferols, ...). Aquesta fracció també pot contenir contaminants ambientals i residus diversos.
És important tenir en compte els components insaponificables a l'hora de seleccionar barreges d'oli per a la fabricació de sabons. Per una banda, poden tenir propietats beneficioses (efectes hidratants o condicionadors, antioxidants, donar textura, etc); d'altra banda, quan la proporció d'insaponificables és massa alta (> 3%), o els insaponificables específics presents no proporcionen beneficis significatius, pot resultar en un sabó defectuós o inferior. Per exemple, l'oli de tauró no és adequat per a la fabricació de sabó, ja que pot contenir més d'un 10% de matèria insaponificable.
En el cas d'olis comestibles, el límit tolerat de matèria insaponificable és de l'1,5% (oliva, soja refinada), mentre que en olis de qualitat inferior (ex: pinyolada) podria arribar al 3%.

## Valors de saponificació i proporció d'insaponificables de diversos olis i greixos
| Greix/oli              | Índex de saponificació (mg KOH / g sample) | Insaponificables (%) |
| ---------------------- | ------------------------------------------ | -------------------- |
| Cera d'abella          | 60 – 102                                   | > 52                 |
| Oli de colza           | 182 – 193                                  | < 2,0                |
| Mantega de cacau       | 192 – 200                                  | 2,0 – 1              |
| Oli de coco            | 248 – 265                                  | 1,0 – 1.4            |
| Oli de blat de moro    | 187 – 195                                  | 1 – 3                |
| Oli de llavors de cotó | 189 – 207                                  | < 2                  |
| Oli de peix            | 179 – 200                                  | 6,0 – 3              |
| Lanolina               | 80 – 127                                   | 40 – 50              |
| Llard                  | 192 – 203                                  | < 10                 |
| Oli de llinosa         | 188 – 196                                  | 1,0 – 2              |
| Oli mineral            | 0                                          | 100                  |
| Oli d'oliva            | 184 – 196                                  | 4,0 – 1.1            |
| Oli de palmist         | 230 – 254                                  | < 1                  |
| Oli de palma           | 190 – 209                                  | < 14,0               |
| Oli de cacauet         | 187 – 196                                  | 2,0 – 4.4            |
| Oli de colza           | 168 – 181                                  | 7,0 – 1.1            |
| Oli de càrtam          | 188 – 194                                  | < 16,0               |
| Mantega de karité      | 170 – 190                                  | 6 – 17               |
| Oli de soia            | 187 – 195                                  | 15,0 – 2.5           |
| Oli de gira-sol        | 189 – 195                                  | 3,0 – 1.2            |
| Oli de balena:183      | 185 – 202                                  | < 2                  |